# Eric Hargan
Eric Hargan, né le 3 juin 1968 à Mounds (Illinois), est un juriste et homme politique américain. Il est secrétaire à la Santé et aux Services sociaux des États-Unis par intérim du 10 octobre 2017 au 29 janvier 2018 durant la présidence de Donald Trump.

## Biographie
Entre le 4 février et le 5 août 2007, il est secrétaire adjoint à la Santé et aux Services sociaux par intérim. 